# Automobile
Pour les articles homonymes, voir Automobile (homonymie) et Voiture.
Une automobile (simplification historique de l'expression « voiture légère automobile ») est un véhicule à roues, motorisé, destiné au transport terrestre de quelques personnes et de leurs bagages. L'abréviation populaire « voiture » est assez courante, bien que ce terme désigne de nombreux types de véhicules qui ne sont pas tous motorisés.
La construction automobile est un secteur économique important pour les pays possédant des constructeurs ou des sites d'assemblage. Son industrie a été l'un des secteurs les plus importants et les plus influents depuis le début du XXe siècle.

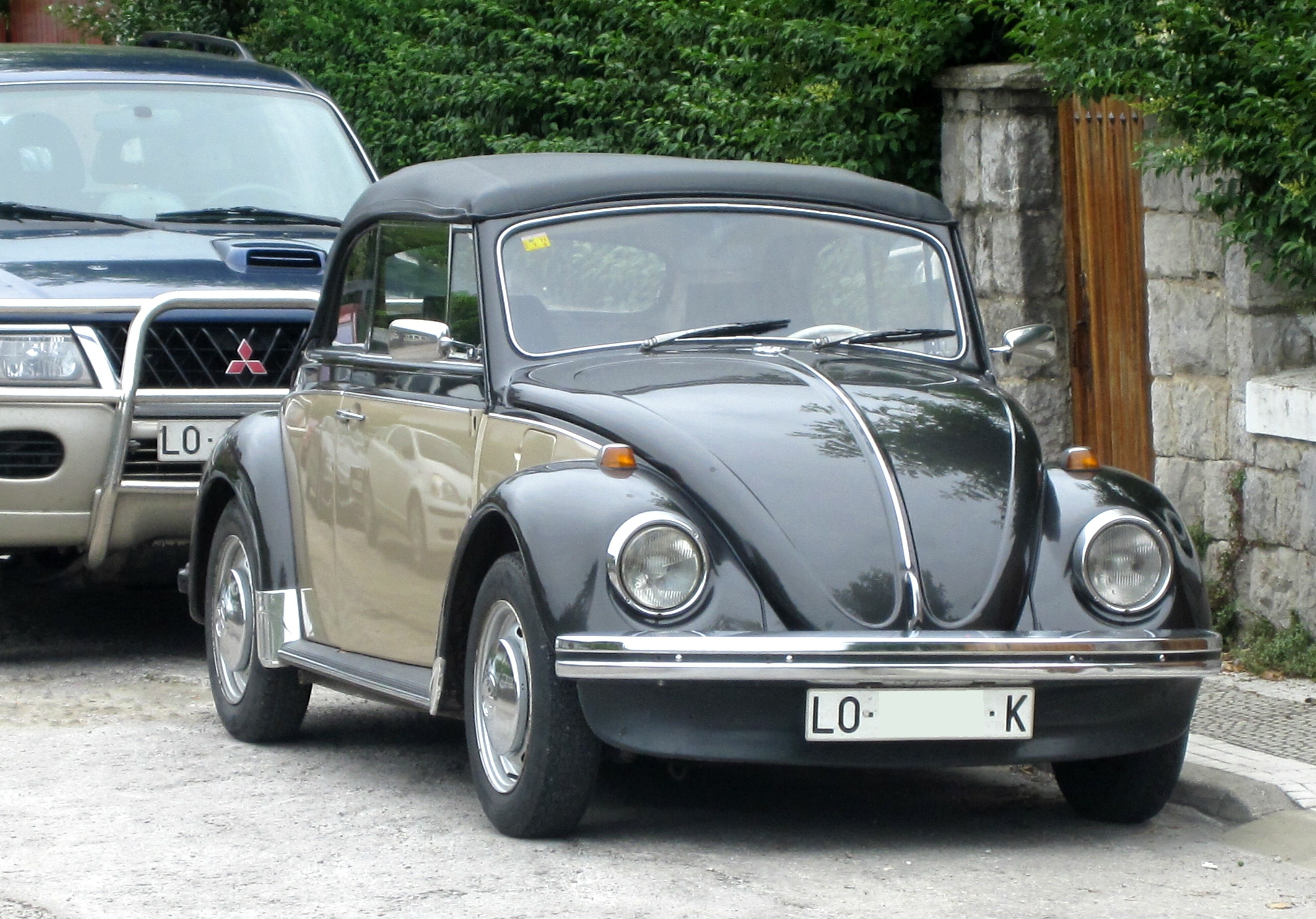
Volkswagen Coccinelle (1938-2003), en allemand : « la voiture du peuple ».

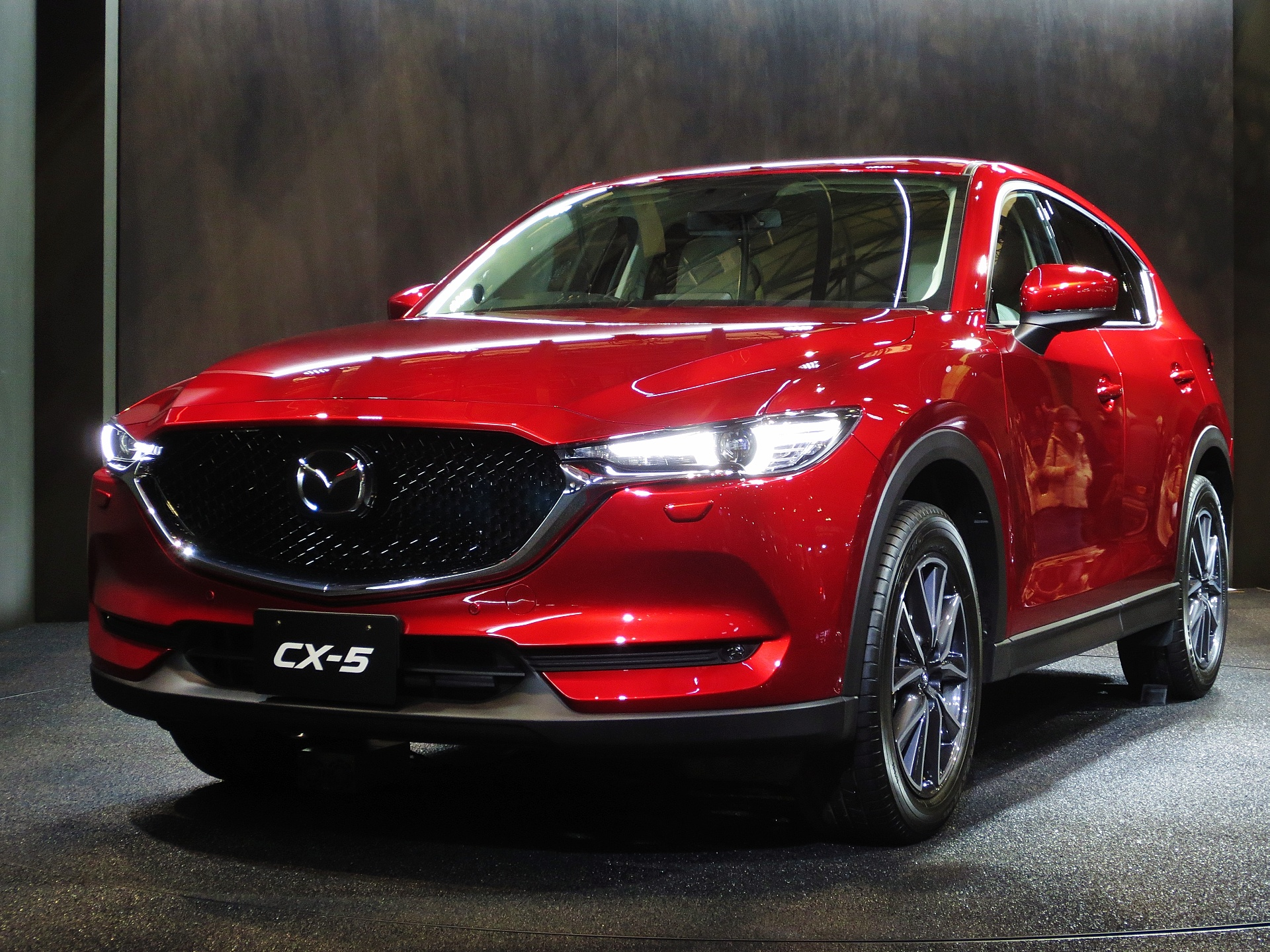
Mazda CX-5 : une automobile contemporaine de type SUV. En 2019, la part de ce segment atteint 40 % des ventes en Europe et continue de croître.

## Description
L'automobile est un moyen de transport privé parmi les plus utilisés au monde et le plus utilisé en France,. Sa capacité est généralement de deux à cinq personnes, mais peut varier de une à neuf places.
L'usage limite l'emploi du terme automobile aux véhicules possédant quatre roues, ou plus rarement trois ou six roues, de dimensions inférieures à celle des autobus et des camions, mais englobe parfois les camionnettes. Bien qu'étant des « véhicules automobiles », les motocyclettes ne sont pas habituellement classées dans cette catégorie.

## Étymologie et vocabulaire

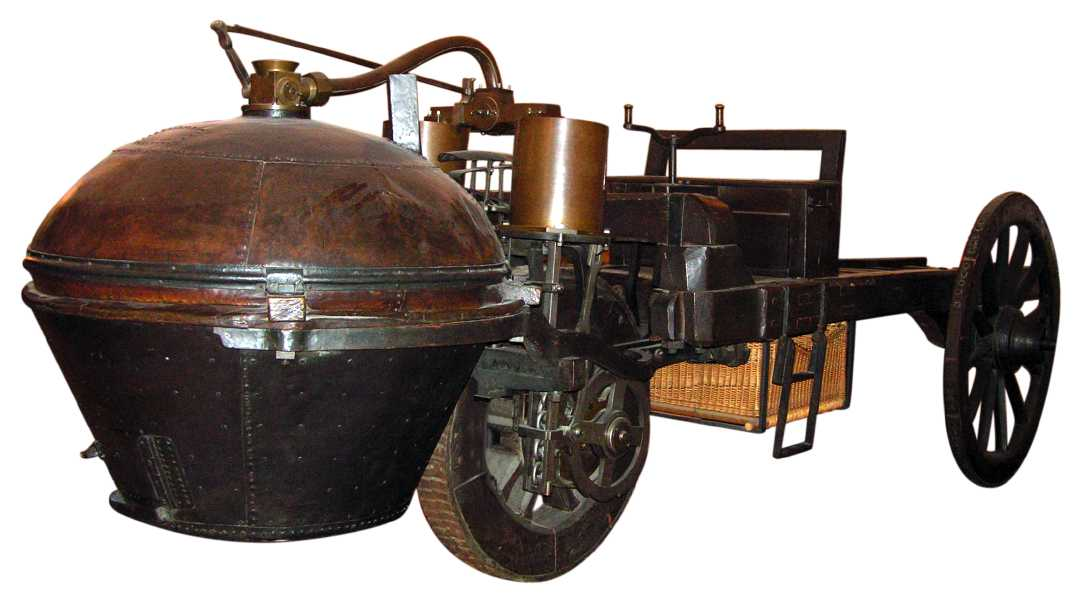
Fardier de Cugnot, premier véhicule automobile en 1771.

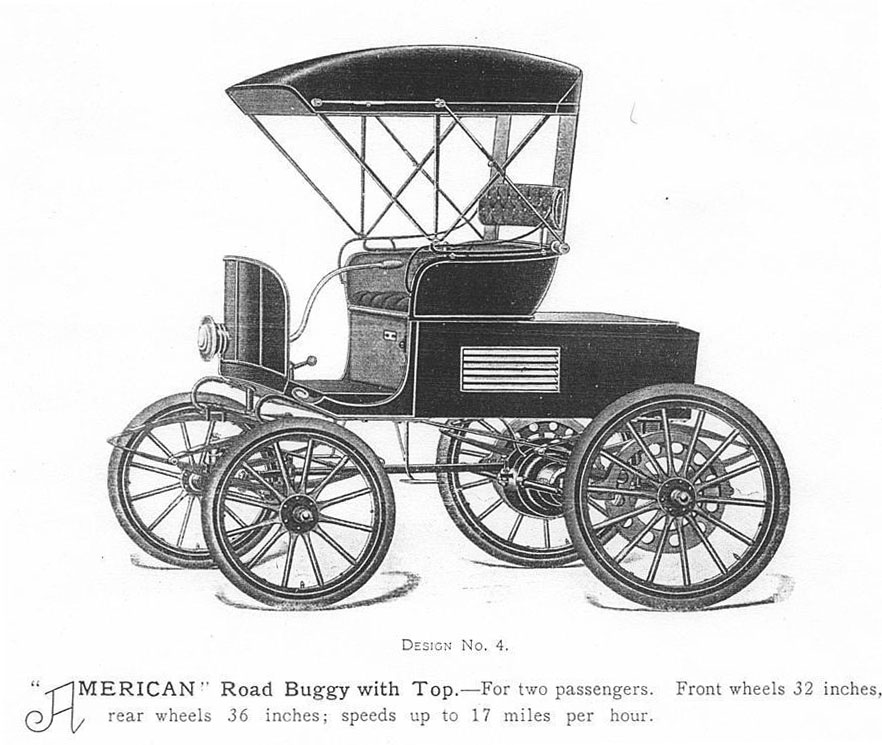
Publicité des années 1900.

### Étymologie
Le terme « automobile » est un adjectif issu de la concaténation du pronom grec αὐτός / autós, « soi-même », et de l'adjectif latin mobilis, « mobile ». Il a été créé, initialement, pour désigner les voitures automobiles lors de l'invention des premières « voitures sans chevaux », qui étaient munies d'un moteur avec source d'énergie embarquée. Le terme permettait de faire la distinction d'avec les autres voitures alors tractées, notamment diligences, calèches, carrioles, chariots. Ces autres voitures étaient mues par des animaux de trait (généralement des chevaux, telles les voitures hippomobiles, ou des bœufs) et plus tard le chemin de fer.
Le substantif « automobile » est attesté vers 1890, mais son genre, aujourd'hui seulement féminin, a fait pour les linguistes l'objet de débats : le féminin fait référence à la notion de voiture automobile, alors que le masculin fait référence à la notion de véhicule automobile. L'Académie française s'est ainsi prononcée dès 1901 pour le genre féminin, mais la polémique ne s'est éteinte que bien après, le masculin étant attesté ponctuellement jusqu'en 1944,[réf. nécessaire].

### Définitions et usages
Pour parler d'un véhicule de tourisme, les termes « automobiles » et « voiture » peuvent être utilisés, toutefois, selon la réglementation du secteur, des définitions parfois différentes ont été utilisées, notamment dans la convention de Vienne sur la circulation routière. Dans les accords internationaux, la catégorie de véhicule qui se rapproche le plus de la voiture est la catégorie M1.
Le terme « véhicule automobile » est plus large que le terme « voiture automobile », il couvre l'ensemble des véhicules motorisés d'au moins quatre roues. Ainsi, dès 1956, Chapelain note que « De par leur destination, les véhicules automobiles sont classés en : voitures de tourisme ; véhicules utilitaires ; véhicules spéciaux. »
En France, le code de la route définit la voiture particulière comme un véhicule de catégorie M1 à quatre roues et neuf places au plus, ne répondant pas à la définition du véhicule des catégories L6e ou L7e et ayant un poids total autorisé en charge inférieur ou égal à 3,5 tonnes. Aujourd'hui, en France, on désigne une voiture de tourisme souvent comme une « voiture » et parfois comme une « auto », mais très rarement « automobile », pas assez précis et devenu désuet. Le terme « automobile » reste employé comme adjectif.
Au Québec, le code de la sécurité routière définit le « véhicule automobile » comme « un véhicule routier motorisé qui est adapté essentiellement pour le transport d’une personne ou d’un bien »[réf. nécessaire].

En Suisse, la loi définit les véhicules automobiles dans son article 7 : 

« # Est réputé véhicule automobile au sens de la présente loi tout véhicule pourvu d’un propre dispositif de propulsion lui permettant de circuler sur terre sans devoir suivre une voie ferrée ;
1. Les trolleybus et véhicules analogues sont soumis à la présente loi dans la mesure prévue par la législation sur les entreprises de trolleybus. »

Dans l'Union européenne, les différentes notions nationales ont été harmonisées dans le but du marché commun en 1970, par une directive qui base l'alignement sur les définitions des accords internationaux :
- catégorie M : « Véhicules à moteur affectés au transport de personnes et ayant soit au moins quatre roues, soit trois roues et un poids maximal excédant une tonne » ;
- catégorie M1 : « Véhicules affectés au transport de personnes comportant, outre le siège du conducteur, huit places assises au maximum. »

En raison de sa large diffusion et de son usage dans les milieux les plus variés, la voiture automobile est aujourd'hui appelée par de nombreux noms familiers, comme « auto », « bagnole », ou « char » en Amérique du Nord francophone, et argotiques, comme « tacot », « caisse », « tire », « guimbarde », « chignole », « charrette » en Europe, ainsi que « minoune » au Canada[réf. souhaitée].

## Technique

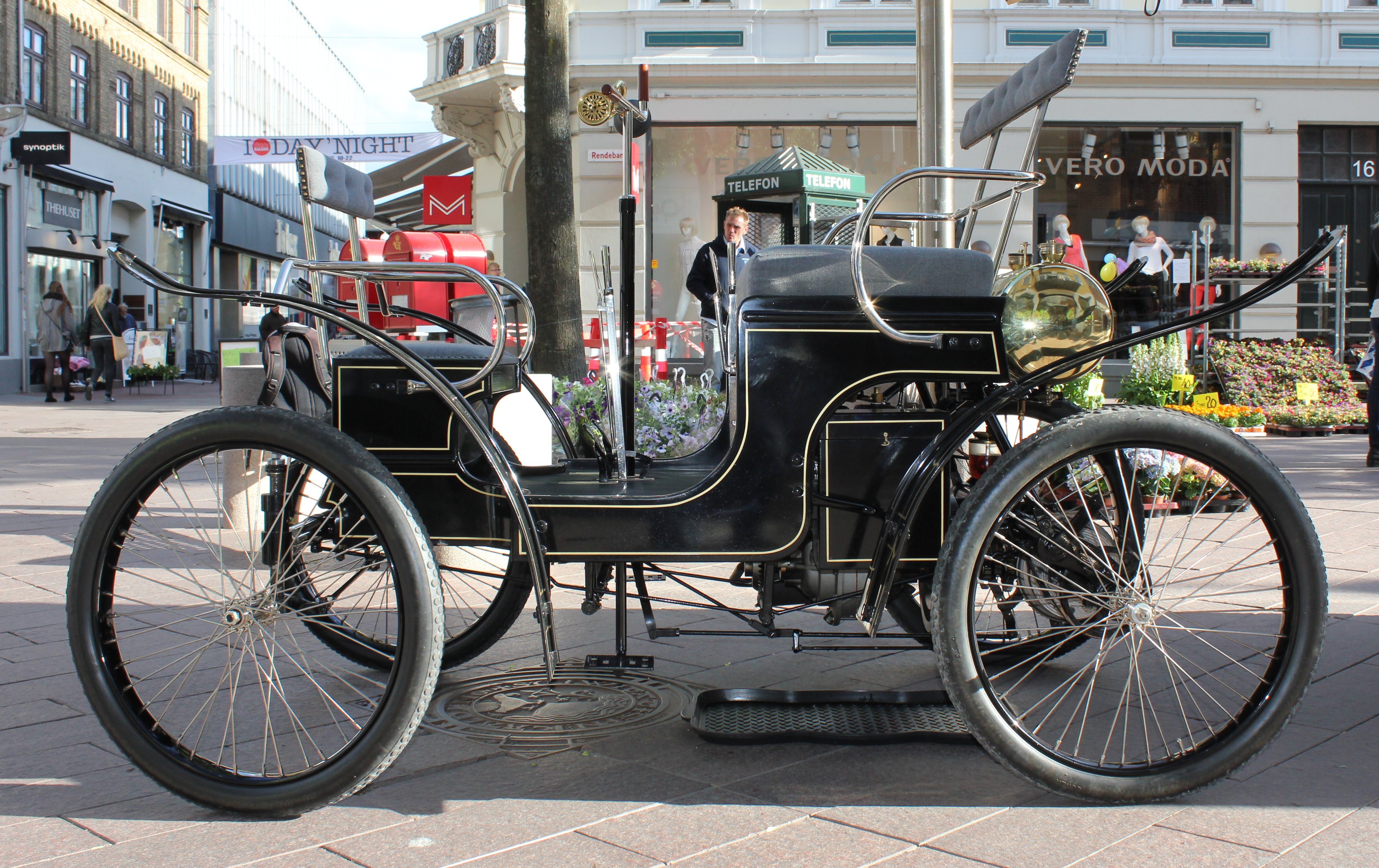
BREMS Nr. 1 Type A 1900.

Le principe de l'automobile consiste à placer sur un châssis roulant un groupe motopropulseur et tous les accessoires nécessaires à son fonctionnement. Ces éléments sont contrôlés par le conducteur via des commandes, le plus souvent sous la forme d'un volant de direction et de pédales commandant l'accélération, le freinage et souvent l'embrayage.
Un châssis ou une carrosserie autoporteuse supporte et réunit tous les composants de l'automobile. Le châssis est monté sur quatre roues, dont deux sont directrices ou plus rarement les quatre, permettant sa mobilité. Des suspensions réalisent quant à elles une liaison élastique entre le châssis et les roues. Une carrosserie, en partie vitrée, constituant un habitacle fermé muni de sièges, permet le transport de personnes assises, par tout temps tandis que les cabriolets reçoivent une capote ou un toit escamotable.
Les automobiles sont généralement propulsées par un moteur à combustion interne, mais un ou plusieurs moteurs électriques peuvent également fonctionner de concert avec le moteur thermique, voire le remplacer. La puissance mécanique fournie par le moteur est transmise aux roues par l'intermédiaire des organes de transmission dont une boîte de vitesses. Un réservoir permet le stockage du carburant nécessaire au fonctionnement du moteur thermique, tandis qu'une batterie, rechargée par un alternateur entraîné par le moteur, alimente en électricité tous les organes et accessoires le nécessitant.
Les instruments de contrôle et les commandes tels que le volant, les pédales, l'indicateur de vitesse ou le tachymètre, permettent la conduite de l'automobile. Enfin, les éléments de confort (chauffage, ventilation, climatisation, autoradio, etc.) et de sécurité (éclairage, ABS, etc.) sont des accessoires en nombre toujours croissant.

Divers alliages, polymères, céramiques, composites et mousses, puis des objets produits par imprimante 3D sont utilisés pour alléger ce véhicule.

### Évolutions techniques

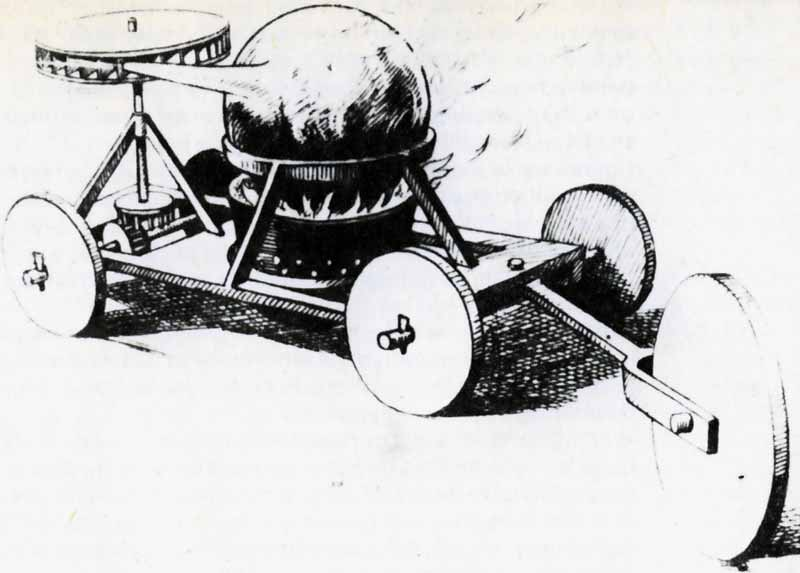
Voiture à vapeur de Ferdinand Verbiest (vers 1670).

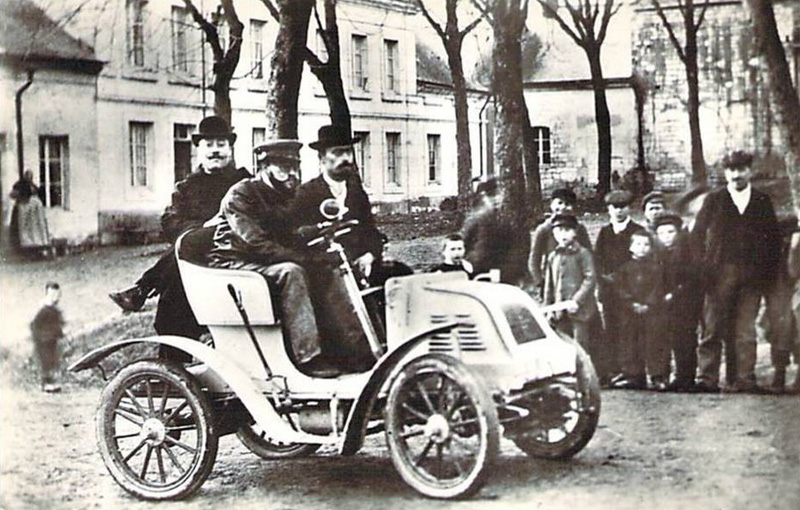
La Sirène de Henry Bauchet créée en 1899, première voiture avec une prise directe, un moteur de 5 CV à l'avant, deux cylindres en V, un refroidissement par air, une transmission sans chaîne, une boîte de vitesses à pignons baladeurs et une prise directe, un allumage électrique redécouvert plus tard sous le nom de « Delco ».

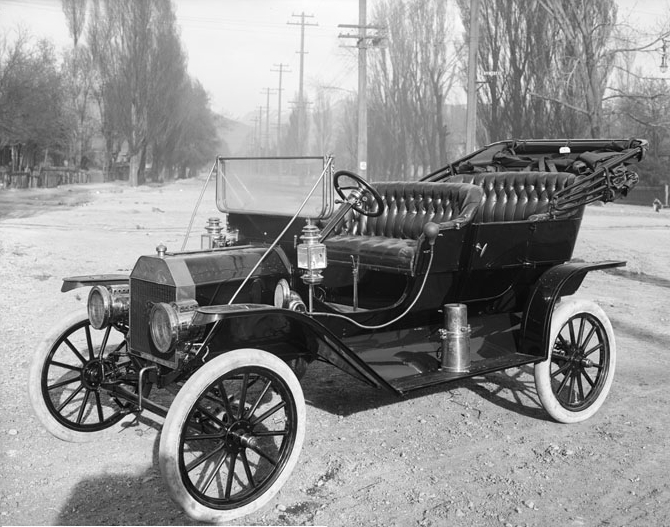
La Ford T, première voiture de grande série (photo publicitaire de 1910).

La première représentation d'un véhicule automobile à vapeur est dessinée par le jésuite belge Ferdinand Verbiest à la cour de l'empereur de Chine vers 1670. Le premier véhicule automobile à vapeur fonctionnel est construit en 1769 par Nicolas Joseph Cugnot, sous le nom de « fardier de Cugnot ».
Il faut attendre la deuxième moitié du XIXe siècle et les progrès liés à la révolution industrielle pour que les véhicules automobiles personnels se développent et prennent finalement leur nom actuel d'« automobile ». La naissance de l'automobile se fait par l'adaptation d'une machine à vapeur sur un châssis autonome, mais des problèmes techniques et sociaux sont des obstacles à son développement. L'encombrement de la chaudière, les matériaux inadaptés aux hautes pressions et les châssis supportant mal les vibrations sont les principaux obstacles techniques et la dangerosité perçue et réelle de ces engins sur les routes à l'époque conduit à des législations contraignantes, comme le Locomotive Act au Royaume-Uni.
L'histoire automobile commence dans la vallée d'Aoste (Italie), où les premières expériences réussies ont lieu en 1864. Innocenzo Manzetti est le concepteur d'une voiture à vapeur qui peut circuler le long des rues. Les journaux d'Aoste et de Turin l'évoquent entre 1869 et 1870.
En France, les premières automobiles produites et commercialisées sont à vapeur (L'Obéissante d'Amédée Bollée en 1873), puis les premiers prototypes utilisent les nouveaux moteurs à explosion, moins encombrants, au milieu des années 1880 sous l'impulsion des ingénieurs français Édouard Delamare-Deboutteville et allemand Gottlieb Daimler. En 1881, Charles Jeantaud sort sa première voiture automobile électrique, équipée de batteries d'accumulateurs Faure, la Tilbury.
Le développement des connaissances liées à l'électricité mène à la réalisation des premières voitures électriques : trois modes de propulsion sont donc en concurrence au tournant du XXe siècle. La vapeur est rapidement supplantée et le développement rapide des performances des voitures électriques est stoppé par l'absence de progrès notable dans le stockage de l'énergie, c'est donc le moteur à combustion qui l'emporte sur les autres modes de propulsion. Cette époque est celle de la course à la vitesse, et c'est d'abord la voiture électrique qui s'y illustre (La Jamais contente est la première à franchir la barre des 100 km/h, en 1899) avant d'être supplantée par la voiture à moteur à explosion. C'est aussi la période de naissance des premières compétitions automobiles, telle Paris-Rouen en 1894. L'automobile reste alors un produit de luxe, à l'usage contraignant, utilisé sur des infrastructures totalement inadaptées.
L'histoire de la voiture fait naître et vivre différents métiers. Carrossiers, charrons, serruriers, malletiers, selliers-garnisseurs, bourreliers, plaqueurs et peintres sont impliqués. L'entier est fait sur mesure, des carrosseries qui s'adaptent aux châssis, aux sièges et aux bagages arrimés à l'arrière pour les premiers voyages.

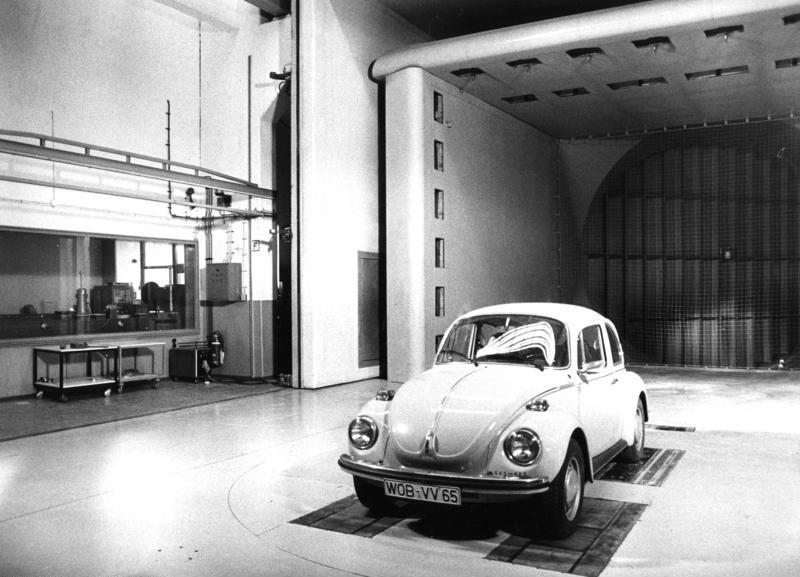
La Coccinelle, une des voitures les plus vendues au monde.

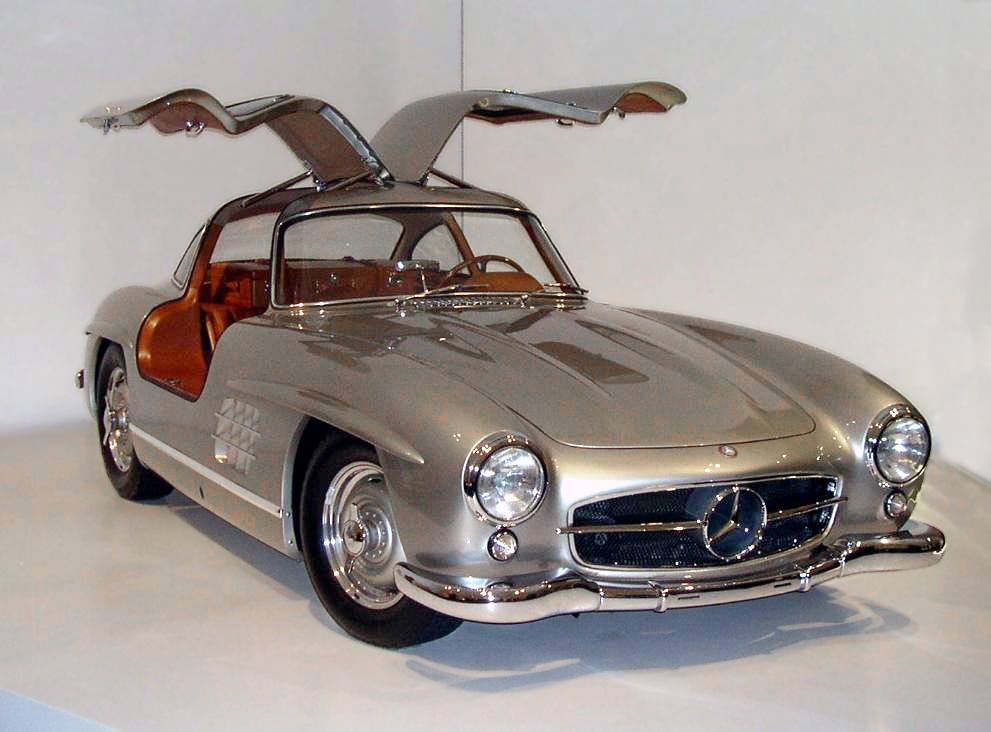
Une Mercedes-Benz 300 SL à portes « papillon », modèle des années 1950-1960.

Deux facteurs contribuent au développement automobile : le revêtement progressif des routes en ville puis en campagne, afin de faciliter l'usage des bicyclettes et des voitures, et le développement de nouvelles méthodes de production (taylorisme, fordisme, toyotisme), qui mènent à la première voiture de grande série, la Ford T. Celle-ci pose définitivement l'empreinte de l'automobile sur la société du XXe siècle. Les innovations se succèdent ensuite, mais sans changement fondamental conceptuel. Les grandes lignes de l'automobile de série actuelle sont tracées par Lancia en 1922 avec la Lambda à carrosserie autoporteuse et suspension avant indépendante, Chrysler en 1934 avec la Airflow, qui introduit l'aérodynamique dans l'automobile de série, Citroën et le développement de la Traction Avant à partir de 1934, puis l'introduction des freins à disque sur la DS en 1955, ou encore par Porsche et la boîte de vitesses à synchroniseurs coniques de la 356. Après la guerre, la société de consommation contribue aussi au succès de l'automobile. Selon l'historien Jean-Claude Daumas, c'est dans les années 1950-1960 que beaucoup de salariés acquièrent leur première voiture.

## Évolution des relations des individus à l'automobile
En Occident, le rythme le plus rapide de croissance du marché a été lié à l'engouement pour la voiture des Années folles. Il a ensuite été marqué par des crises (krach de 1929, Seconde Guerre mondiale, crises de l'énergie, etc.) qui ont plusieurs fois redistribué les cartes industrielles, favorisant les regroupements, et provoqué le retour en grâce des petites automobiles ; l'apogée de ce phénomène est atteinte en Allemagne dans les années 1950, qui voit apparaître les micro-voitures telles l'Isetta.
Les Trente Glorieuses ont relancé l'essor de tous les secteurs automobiles, traduit par une augmentation du choix, de la production et de l'accession à l'automobile, via l'ouverture du recours au crédit dans les années 1960. Cet élan est stoppé par le premier choc pétrolier qui, conjugué à la hausse de l'insécurité routière, a des conséquences durables sur la relation entre l'automobile et la société, conduisant en particulier à une forte vague de réglementation de la vitesse.
Puis les aspects socio-environnementaux (écologie, sécurité routière) sont devenus des enjeux, tant pour la conception des automobiles et des transports à la fin de XXe siècle, que pour les choix des consommateurs, conduisant à des innovations telles que le downsizing, la motorisation hybride lancée sur la Toyota Prius (1997) puis la Honda Insight (1999) et, le retour de la voiture tout électrique Renault Zoe, Tesla tous modèles.
La voiture et la mobilité motorisée pourraient encore techniquement évoluer, avec des effets que certains prospectivistes tentent d'imaginer,[source secondaire nécessaire]. Dans les régions densément desservies par les transports en commun, certains comportements semblent révéler une désaffection pour la voiture, qui se traduit par une diminution de ventes et la baisse du taux de jeunes passant ou souhaitant passer leur permis de conduire.
Le véhicule automobile a connu dans de nombreux pays une longue période d'engouement[réf. nécessaire]. Le temps moyen passé au volant a connu une forte croissance, aux États-Unis nommé driving boom ; de 1970 à 2004, la distance parcourue au volant par un Américain a en moyenne presque doublé (+85 %), passant de 8 700 à 16 100 km/an. Ensuite, cette tendance s'est stabilisée jusqu'en 2011 et a connu une légère diminution en 2012 (1 000 km/an en moins par conducteur). Sur cette base, un scénario prospectif dit « ongoing decline » a postulé en 2013 que par imitation de la jeune génération actuelle, le déclin de l'appétence pour l'automobile pourrait se poursuivre. Dans plusieurs pays, le désir de posséder une voiture ou un permis de conduire semble s'atténuer, dans les zones urbaines notamment. Ce mouvement est le plus marqué chez la génération Y : les 16-34 ans prennent moins le volant ; −23 % de 2001 à 2009 du nombre de kilomètres annuels parcourus.
Dans les régions densément desservies par les transports en commun, certains comportements semblent révéler une désaffection pour la voiture, avec une diminution de ventes, et la baisse du taux de jeunes passant ou souhaitant passer leur permis de conduire[réf. nécessaire].

## Économie

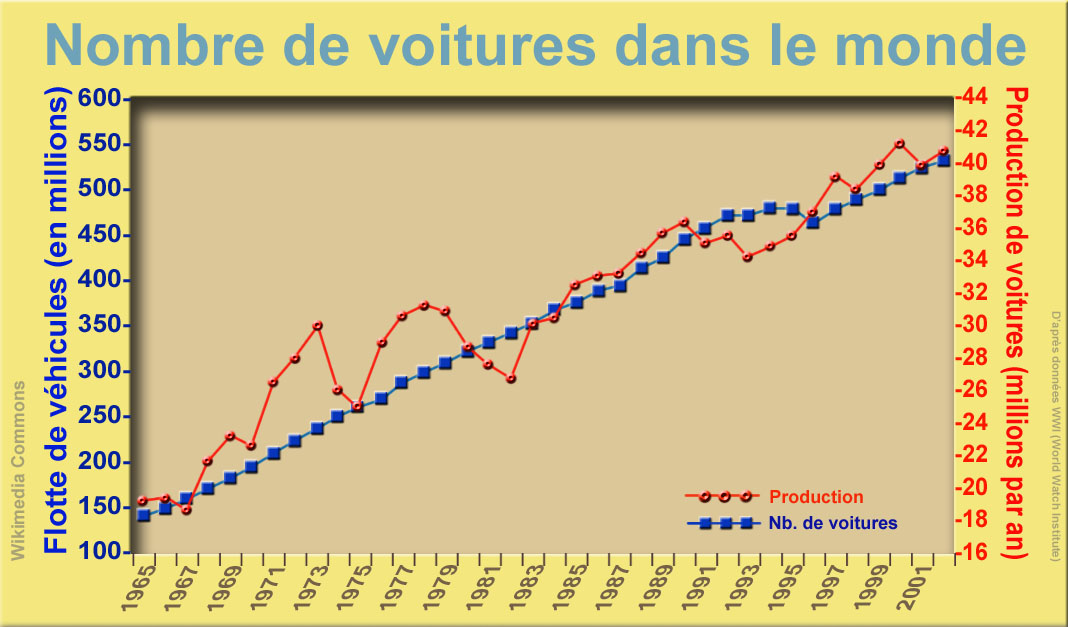
De 1965 à 2001 :
Nombre de voitures produites par an
Nombre de voitures en circulation

### Secteur industriel automobile
Le secteur de l'industrie automobile est aujourd'hui organisé en grands groupes d'assembleurs finaux qui utilisent des pièces en provenance d'un grand nombre de fournisseurs et de sous-traitants.
Le nombre de voitures produites dans le monde a atteint un maximum en 2017, avec 97,4 millions de véhicules produits, puis a connu un petit ralentissement au cours des deux années suivantes (95,7 millions en 2018, 92,2 millions en 2019), suivi d'une baisse plus forte à moins de 78 millions en 2020 en raison de la pandémie de Covid-19,.
En 2020, on recensait 56 millions de voitures produites dans le monde, soit une baisse par rapport aux 67 millions de l'année précédente (source : OICA). L'industrie automobile chinoise est de loin la plus importante, avec une production de 20 millions de véhicules en 2020, suivie par le Japon (7 millions), l'Allemagne, la Corée du Sud et l'Inde (source : OICA). Le marché le plus important est celui de la Chine, suivi par les États-Unis.
Au premier trimestre 2023, la Chine a exporté 1,07 million de véhicules, en hausse de 58 % en un an, devenant ainsi le plus grand exportateur automobile au monde en dépassant le Japon (954 185 véhicules exportés), du fait du virage vers l'électrique et de ses gains de part de marché en Russie. La Chine avait déjà dépassé l'Allemagne en 2022 pour devenir le deuxième exportateur mondial de voitures. Les constructeurs internationaux (Tesla, BMW, Stellantis, Dacia, etc.) utilisent de plus en plus leurs usines chinoises comme base d'exportations. Ainsi, Tesla a expédié en 2022 plus de 271 000 berlines Model Y et Model 3 depuis son usine de Shanghai vers l'Europe, le Japon et d'autres marchés, soit environ un cinquième de ses ventes mondiales.

### Principaux producteurs mondiaux

Les dix plus grands pays producteurs d'automobiles en 2007.

En 2023, les principaux producteurs mondiaux d'automobiles sont (ventes annuelles en millions de véhicules) :
1. Toyota Motor Corporation (Toyota, Lexus, Daihatsu, Subaru) : 11,09
2. Groupe Volkswagen AG (Volkswagen, Audi, Seat, Cupra, Škoda, Porsche, Lamborghini, Bentley): 9.36
3. Hyundai-Kia : 7,23
4. Renault-Nissan-Mitsubishi (Renault, Alpine, Dacia, Nissan, Infiniti, Datsun, Nismo, Venucia, Mitsubishi Motors) : 6,42
5. General Motors (Buick, CAMI Automotive, Chevrolet, Cadillac, GMC, OnStar, Baojun, Wuling): 6,20
6. Stellantis (Peugeot, Citroën, DS Automobiles, Opel, Vauxhall, Abarth, Alfa Romeo, Chrysler, Dodge, Fiat Automobiles, Fiat Professional, Jeep, Lancia, Maserati et Ram): 6,14
7. SAIC (Roewe, Nanjing Automobile, MG Motor, SAIC Volkswagen, Shanghai GM, Wuling): 5,02
8. Ford : 4,41
9. Honda : 4,20
10. Dongfeng : 3.81
11. Suzuki : 3,07
12. BYD : 3,02

### Distribution
La vente d'automobiles représente aussi un important secteur économique. La diffusion de la production automobile est généralement assurée par un réseau d'entreprises indépendantes, pour les constructeurs nationaux, ou via un importateur, avec le même type de réseau, pour les autres. L'importateur peut ne pas être une filiale du fabricant. Le réseau est généralement assuré d'une exclusivité régionale. Ce schéma classique de distribution a été mis à mal par les règles de libre concurrence s'exerçant dans de nombreux pays et a conduit au développement des mandataires automobiles[réf. nécessaire].
En outre, la consommation automobile représente la part la plus importante du volume des crédits à la consommation, avec, en France en 2001, 37 % du volume de crédit affecté à l'achat de voitures neuves, et 66 % si on y ajoute les voitures d'occasion.
- 601+
- 501-600
- 301-500
- 151-300
- 101-150
- 61-100
- 41-60
- 21-40
- 11-20
- 0-10

- 100 %
- 10 %
- 1 %

## Sécurité routière

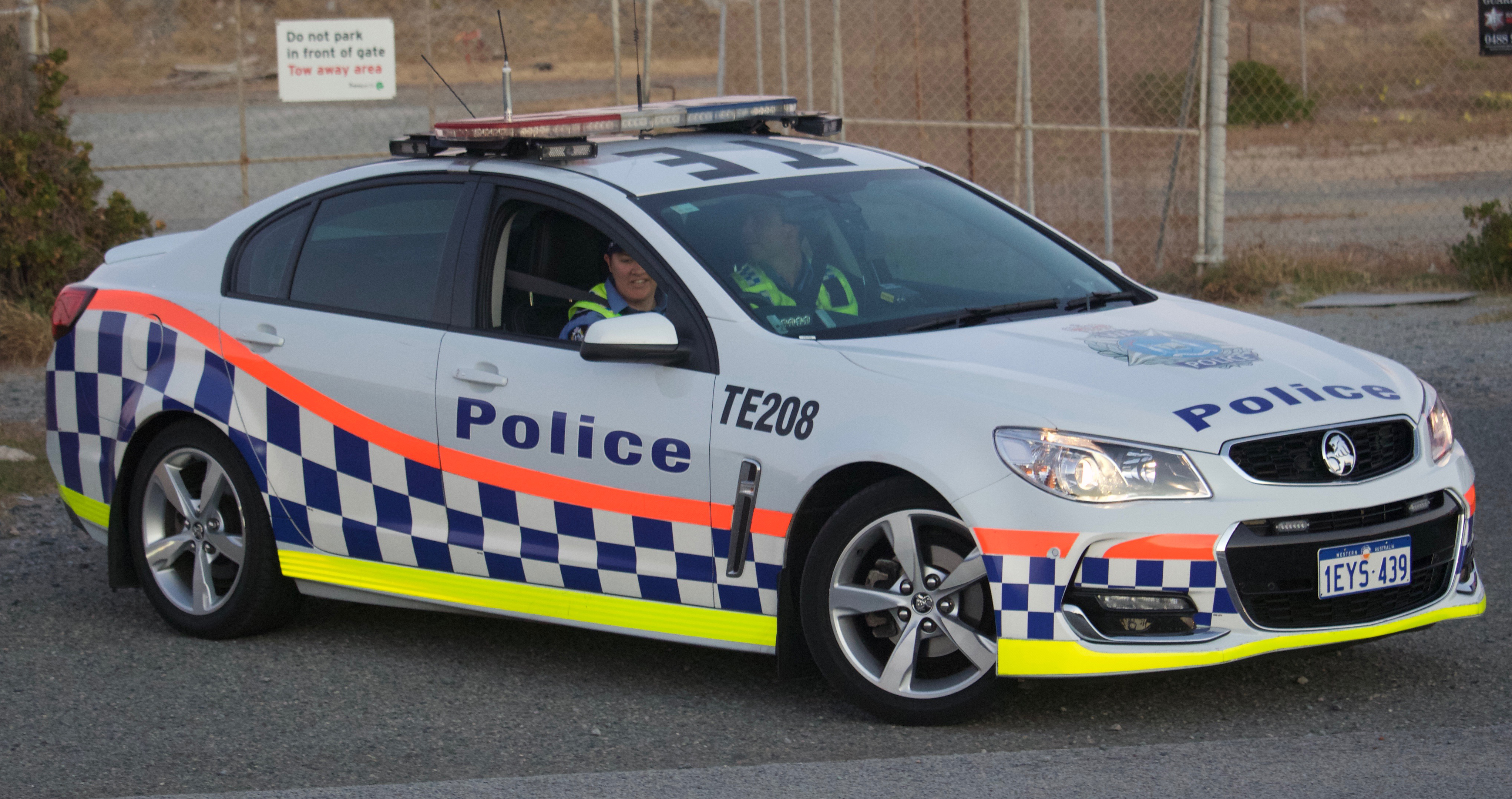
Voiture de la police autoroutière australienne.

Dès sa naissance, l'automobile a été perçue comme une invention dangereuse. Son évolution, destinée à répondre à la problématique soulevée par la prévention et la sécurité routières telles qu'elle était perçue au cours des années, a été tortueuse. Hormis la gestion du réseau routier ou du comportement des usagers, les problèmes soulevés sont ceux de la sécurité passive — la protection des occupants et des autres usagers en cas d'accident de la route — et de la sécurité active — les moyens techniques embarqués afin d'éviter l'accident. Historiquement, seul ce dernier aspect a continûment été amélioré ; L'amélioration de la sécurité passive n'a commencé que dans les années 1970, période de recrudescence des accidents mortels.

### Évolution

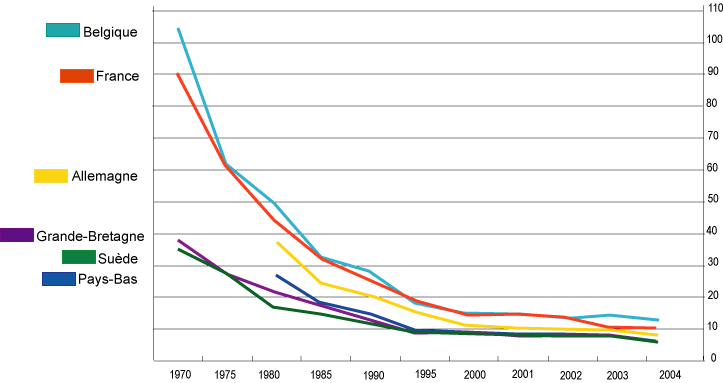
Évolution comparative du nombre de tués par milliards de kilomètres parcourus entre différents pays européens.

Les premières voitures allaient à la vitesse du cheval mais contrairement à lui, étaient incapables d'être stoppées rapidement, surtout sur un réseau routier inadapté. La difficulté de leur conduite et la peur de cet engin nouveau ont conduit certains pays à légiférer très strictement en la matière, en imposant aux voitures d'être précédées d'un homme à pied (Locomotive Act au Royaume-Uni, par exemple).
Le changement de perception par le grand public s'est produit lorsque l'automobile s'est démocratisée. Des années 1920 aux années 1960, la sécurité routière, ou son absence, sont subies. La vitesse est libre hors agglomération et les comportements inciviques banals. En France, l'hécatombe a connu un sommet en 1972 avec 16 548 morts cette année-là, qui est marquée par la création de l'organisme interministériel de la sécurité routière. Une baisse significative a été obtenue par la suite grâce à l'amélioration des véhicules, à la mise en place des limitations de vitesse, de l'obligation de port de la ceinture de sécurité, à l'extension des autoroutes et à la réduction de la consommation de psychotropes et notamment l'alcool, pour arriver à environ 6 000 tués en France au début des années 2000.
Cette évolution observable dans les pays développés est loin d'être généralisée. L'augmentation extrêmement rapide du nombre de véhicules en circulation dans les pays en développement (Chine, Inde, etc.) ou l'absence d'intervention pour la sécurité routière dans d'autres (Russie, Iran, etc.), conduit à une mortalité routière toujours en hausse à l'échelle mondiale, et pourrait devenir une des trois premières causes de mortalité. L'Organisation mondiale de la santé (OMS) a publié en juin 2009 le premier rapport mondial sur la sécurité routière de 178 pays qui conclut que les accidents de la route font chaque année 1,2 million de morts et 20 à 50 millions de traumatismes non mortels. Plus de 90 % des accidents ont lieu dans des pays à revenus faibles ou intermédiaires, qui comptent moins de la moitié du parc automobile mondial.

### Sécurité active

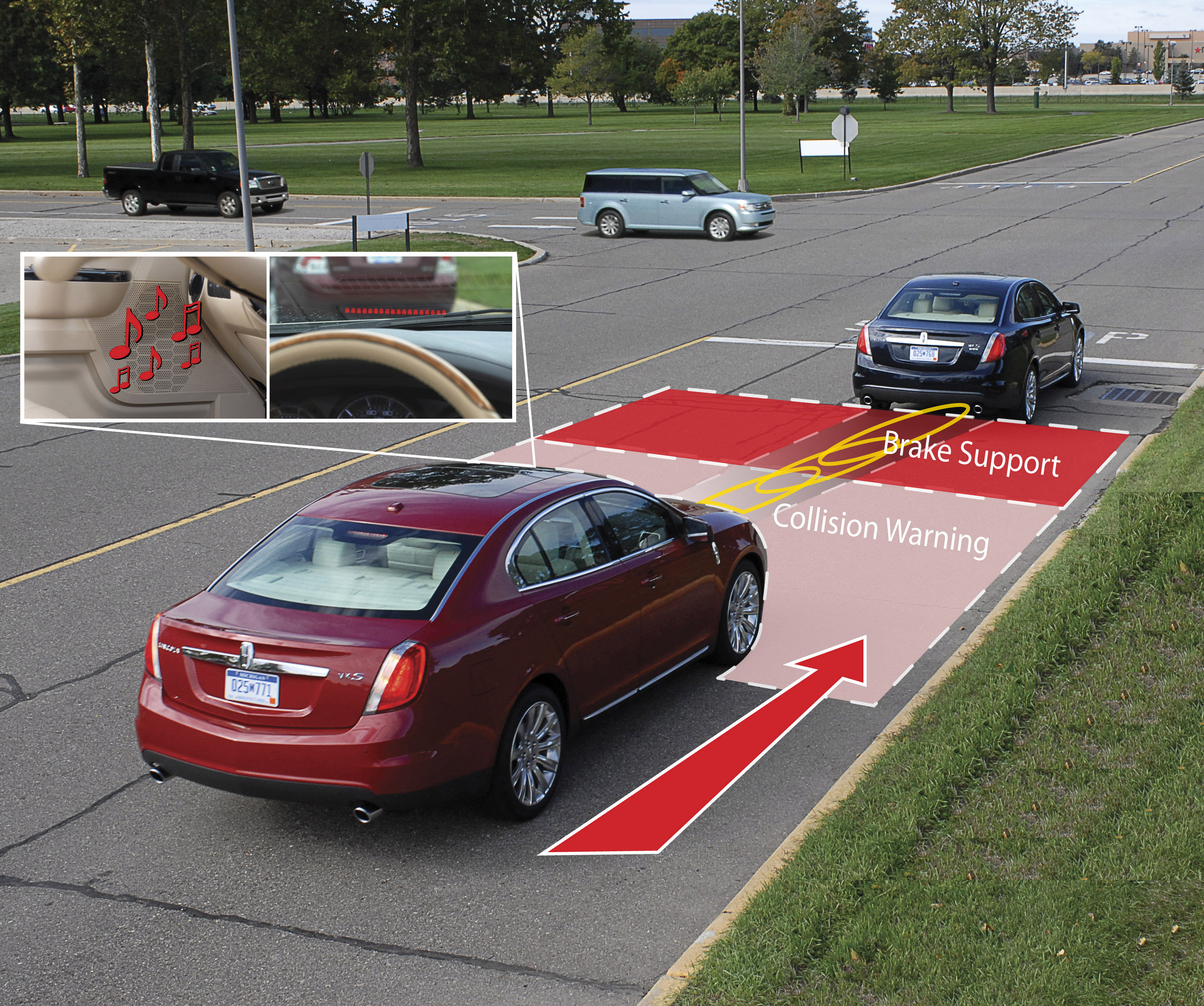
Système ABS de Ford couplé à un radar de régulation de distance.

Les évolutions des suspensions, des pneumatiques et l'apport de systèmes électroniques de contrôle de stabilité et d'autres aides à la conduite ont permis des progrès intéressants en matière de tenue de route des automobiles, favorisant la sécurité routière. Les automobiles dont la tenue de route est considérée comme dangereuse par les journalistes automobiles sont devenues rarissimes, alors que leur fréquence dans les années 1960 était plus significative.
Les améliorations récentes en matière de sécurité portent sur la réduction des accidents et de leurs impacts. En effet, les avancées de l'électronique et les efforts des constructeurs et équipementiers ont donné le jour à des équipements sophistiqués qui se généralisent en Europe et au Japon sur tous les véhicules. Les plus anciens d'entre eux sont l'ABS et l'ESC, permettant d'éviter le blocage des roues lors d'un freinage important du véhicule et de conserver le contrôle de la trajectoire. Plus récemment, les constructeurs automobiles tentent de s'attaquer au problème primordial du comportement du conducteur, en intégrant des systèmes actifs destinés à pallier les défaillances de celui-ci, soit en le sollicitant directement (systèmes détectant le niveau de vigilance du conducteur), soit en le remplaçant (par exemple via des systèmes d'évitement de collision ou de freinage automatique d'urgence pouvant freiner sans l'intervention du conducteur).
À partir de 2021, l'entrée en vigueur d'un règlement international sur les systèmes automatisés de maintien dans la voie crée des conditions légales du développement de véhicules conditionnellement autonomes. En mars, Honda annonce commercialiser en leasing au Japon 100 de ces véhicules sous la marque Honda Legend. D'autres véhicules pourraient notamment être introduits en 2021 au Japon, en Corée du Sud, en Allemagne ou au Royaume-Uni, selon des annonces de constructeurs et de gouvernements.

### Sécurité passive

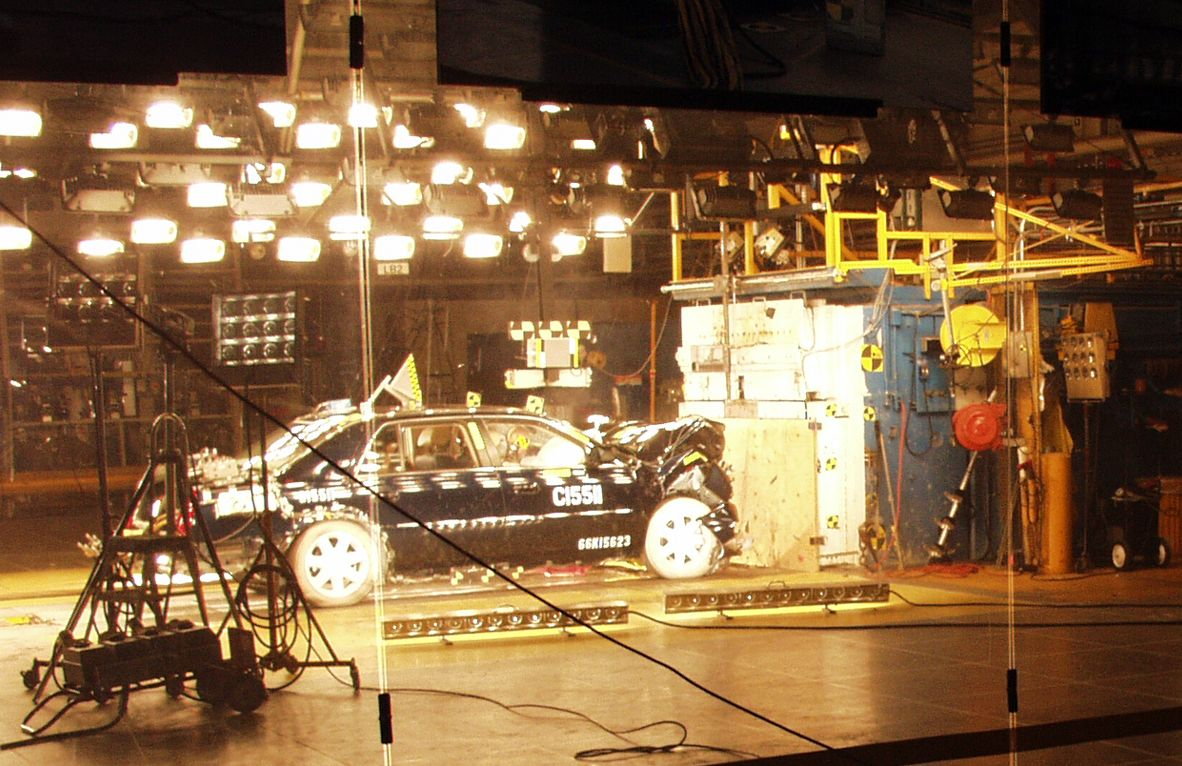
Essai de choc par l'US NCAP d'une automobile General Motors.

Les systèmes de sécurité actifs ou passifs précédemment décrits contribuent à produire des voitures plus sûres. L'efficacité de ces systèmes est testée et mesurée lors d'essais de choc (ou crash tests) à des vitesses standardisées par des organismes internationaux comme l'Euro NCAP en Europe. Une voiture sûre pour ses passagers constitue désormais un argument de vente pour les constructeurs automobiles qui fournissent des efforts importants sur la question.
De véritables progrès ont été réalisés depuis quelques années, notamment en ce qui concerne les « airbags » (coussins gonflables de sécurité) ou les ceintures à prétensionneurs évitant un choc violent du conducteur sur le volant. Sur les cabriolets, des arceaux situés derrière les sièges remontent très rapidement lorsque le calculateur estime qu'il y a un risque de retournement. Les constructeurs automobiles travaillent également sur des systèmes encore plus performants. Un important progrès dans ce domaine réside dans le fait que le nombre de coussins gonflables est passé de deux à huit en quelques années. Désormais plus aucune voiture n'est mise sur le marché en Europe sans en être équipée.
Si les passagers sont de mieux en mieux protégés, ce n'était en revanche pas forcément le cas des piétons. Les nouvelles normes de sécurité prennent en compte les dommages portés à ceux-ci lors d'un choc frontal. Ces changements ont amené les constructeurs à développer des capots et des boucliers avant capables d'absorber une partie de l'énergie du choc afin de limiter les dégâts infligés aux piétons. Certains véhicules sont ainsi équipés de déclencheurs pyrotechniques qui soulèvent de quelques centimètres le capot lors d'un accident, pouvant éviter ou limiter le choc d'un piéton avec le bloc moteur.

### Dispositifs post-accident
Certains équipements de sécurité ne sont utilisés qu'une fois l'accident survenu. C'est le cas de l'eCall ou de l'enregistreur de données d'accident.

## Compétitions automobiles

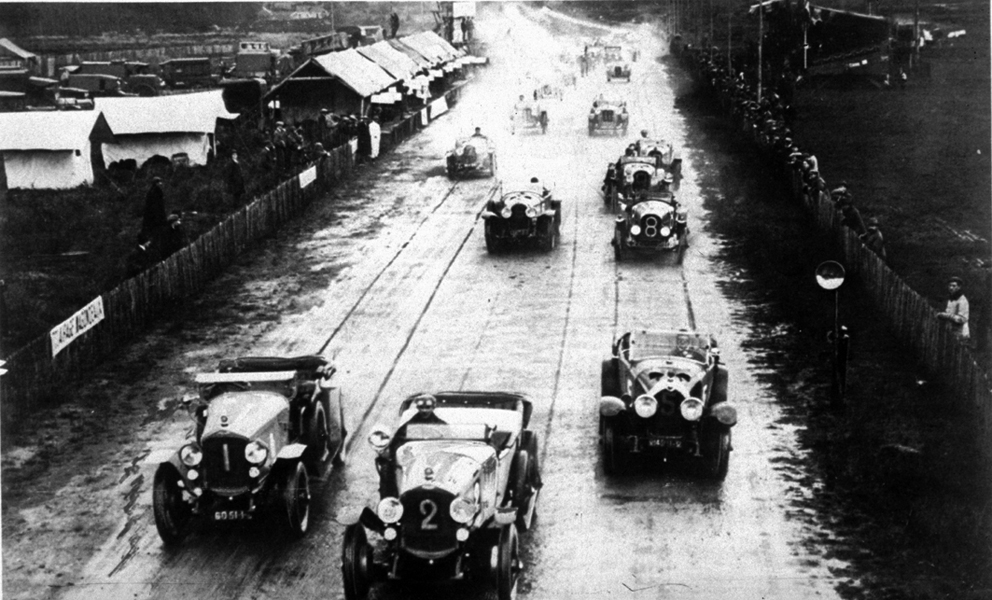
Départ de la première édition des 24 Heures du Mans (1923).

La première course automobile est créée en 1894, reliant Paris à Rouen (distance de 130 km). Ces compétitions se multiplient et l'on voit émerger divers types d'épreuves mettant en œuvre des véhicules très différents.
Certaines de ces compétitions voient s'affronter des modèles standards commercialisés à grande échelle, mais plus ou moins lourdement modifiés, par exemple les rallyes ou le supertourisme, alors que d'autres mettent en scène des véhicules spécialement conçus pour la course, comme la Formule 1, ou les sport-prototypes qui participent aux 24 Heures du Mans. Le succès dans ces sports dépend tout autant du véhicule et de l'équipe qui le prépare que du pilote. Certaines catégories couronnent d'ailleurs à la fois le meilleur pilote et le meilleur constructeur ou la meilleure écurie.
La compétition automobile peut être extrêmement physique (accélération centrifuge en courbe, en phases d'accélération et aux freinages), en F1, il n'est pas rare de dépasser les 4 g. Un pilote peut perdre jusqu'à cinq kilos lors d'un Grand Prix ou d'une course d'endurance (déshydratation).
Les confrontations entre constructeurs ou contre la montre sont aussi les deux moyens permettant l'innovation et le développement technologique. C'est notamment pour tester la fiabilité des moteurs thermiques qu'ont été créés les premiers rallyes au début du XXe siècle. C'est dans cette même optique qu'en 2014 est lancé un championnat de formule électrique ou que sont construits des démonstrateurs de technologies tels que la Venturi VBB 2.5, véhicule le plus rapide du monde, mesuré à 495 km/h par la Fédération internationale de l'automobile (FIA) en 2010.
L'organisation du sport automobile est chapeautée par la Fédération internationale de l'automobile, qui collabore avec des fédérations sportives nationales, dont la Fédération française du sport automobile, qui compte 70 000 licenciés. Il existe une variété de compétitions amateur et professionnelles, du karting aux formules monoplaces, ou du slalom au rallye, en passant par la course de côte, ainsi que des filières permettant la progression compétitive des jeunes pilotes.

## Pratique

### Entretien, réparation, accessoires
L'entretien et la réparation des automobiles occupent une part importante dans le nombre d'emplois, mais surtout dans le nombre d'entreprises, liées à la filière de l'automobile. Ce sont l'ensemble des concessionnaires, garages, réseaux de vente de pièces détachées et d'accessoires (centres auto ou démolisseurs), pour la plupart des PME. C'est aussi, sur la durée de vie d'un véhicule, un coût financier non négligeable. Enfin, lorsqu'une réparation n'est plus possible ou souhaitée, on trouve dans cette filière les professionnels du recyclage des véhicules en fin de vie. Les réseaux d'entretien et de ventes d'accessoires sont aussi associés au phénomène du tuning, qui a eu pour effet de donner naissance à des rassemblements durant lesquels les voitures concourent pour leur technique ou leur aspect esthétique.

#### Contrôle technique
Dans le cadre de la sécurité routière, de nombreux pays ont estimé nécessaire d'introduire un contrôle technique des véhicules automobiles, afin d'améliorer l'état du parc roulant et à en faire sortir les véhicules dangereux ou trop polluants. Un premier contrôle est effectué après trois ou quatre ans, puis tous les ans ou tous les deux ans selon les pays. Le coût du contrôle est très variable ; au Japon par exemple, son coût d'au minimum 70 000 ¥, soit 600 €, incite les usagers à se débarrasser de leur véhicule avant l'échéance.

### Apprentissage de la conduite

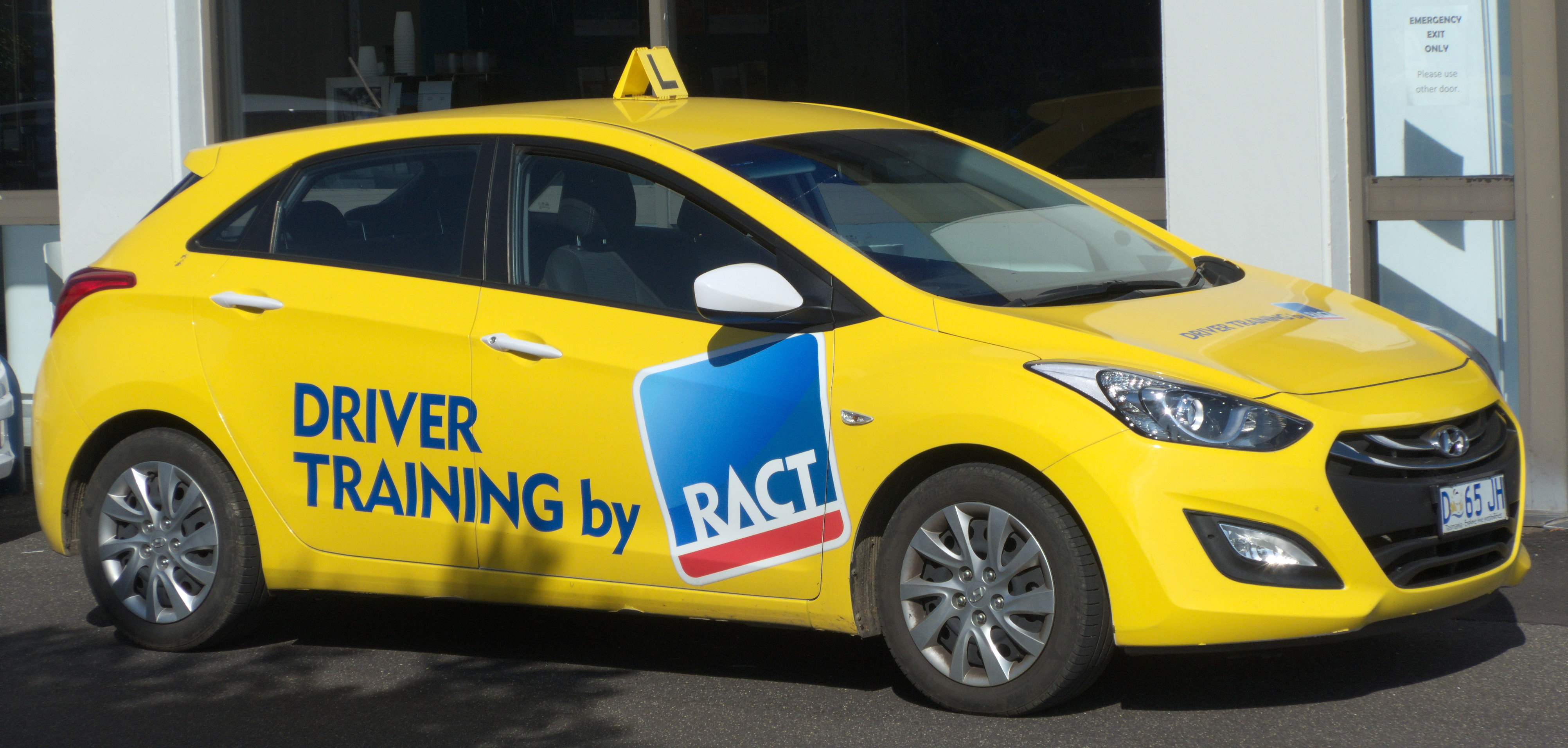
Voiture d'auto-école en Australie.

Dès ses débuts, l'automobile a posé un problème de cohabitation avec les autres usagers des rues et des routes. Aussi dès la fin du XIXe siècle, les responsables de la sécurité ont commencé à réglementer son usage, d'abord par des permis de conduire, puis par le Code de la route, apparu en France en 1921. Aujourd'hui, un permis de conduire est requis dans pratiquement tous les pays du monde, mais son obtention, et l'apprentissage de la conduite en général peuvent prendre des formes très différentes. Un âge minimal est requis, souvent celui de la majorité, donc compris entre 16 et 21 ans, pour conduire seul une automobile. L'apprentissage est généralement effectué dans une auto-école, mais il reste, en France, légalement possible d'apprendre la conduite sans passer par ce type d'organismes. En France un nouveau permis de conduire a été délivré à partir du 16 septembre 2013, ce nouveau permis doté d’une carte à puce électronique et d’une bande MRZ est très sécurisé et quasiment infalsifiable. Les statistiques de la sécurité routière ayant montré la prépondérance des jeunes conducteurs parmi les accidentés de la route, des mesures spécifiques pour les premières années après l'obtention du permis sont prises dans beaucoup de pays : identification visible des jeunes conducteurs (A en France, L en Allemagne, Suisse, Royaume-Uni, etc.), limitations de vitesses abaissées pour eux, ou encore limitation du rapport poids-puissance des véhicules (cas de l'Italie).

### Formation aux métiers de l'automobile
En raison de son importance économique, le secteur de l'automobile, comprenant aussi bien la production que l'entretien, est un très gros employeur. Au début des années 2000, le secteur de la conception et de la production employait environ 1,9 million de personnes dans l'Europe des quinze, et 1,1 million aux États-Unis.
En mars 2019, la conception et la fabrication automobile employaient 210 000 personnes en France, intérimaires inclus. L'emploi dans ce secteur est en déclin sensible depuis le début du siècle ; il atteignait 333 000 en 2004.
Une filière de formation est dédiée à ce secteur économique. En France, celle-ci part du CAP pour aller jusqu'aux écoles d'ingénieurs généralistes telles que l'École nationale supérieure d'arts et métiers, ou spécialisées comme l'École supérieure des techniques aéronautiques et de construction automobile, l'École nationale supérieure du pétrole et des moteurs ou l'Institut supérieur de l'automobile et des transports de Nevers, en passant par des BEP, baccalauréats professionnels et des BTS dont celui de d'après-vente automobile.

## Médias et événements

### Principaux salons automobiles
Les salons sont pour les entreprises du secteur l'occasion de rivaliser en innovations, par exemple par la production de concept cars. Les principaux salons sont :
- le Mondial de l'automobile de Paris ;
- le salon de l'automobile de Francfort ;
- le salon international de l'automobile de Genève ;
- le salon international de l'automobile d'Amérique du Nord, à Détroit ;
- le salon de l'automobile de Tokyo.

### Presse
En France paraissent de nombreux magazines automobiles, destinés aussi bien aux professionnels qu'au grand public. Une partie des journalistes spécialisés sont regroupés au sein de l'association française de la presse automobile (AFPA). Les magazines automobiles francophones généralistes hors de France sont beaucoup plus rares. Ce secteur se distingue outre ses journaux d'actualité, par un grand nombre de magazines consacrés aux véhicules de collection en général, ou bien à un type de véhicule précis (spécialité du groupe Michel Hommell), et enfin quelques magazines de tuning. Les plus lus sont Auto Moto, L'Automobile Magazine et Auto Plus.
Parmi les principaux magazines d'actualité, on trouve :
- L'Auto-Journal ;
- Auto Plus ;
- L'Automobile Magazine ;
- Auto Moto ;
- L'Argus ;
- Le Guide de l'auto (Québec) ;
- Le Journal de l'automobile (destiné aux constructeurs et aux équipementiers du secteur automobile) ;
- Le Moniteur automobile (Belgique) ;
- Revue automobile (Suisse).

Et parmi les magazines spécialisés :
- Auto Hebdo (essais et résultats sportifs) ;
- Auto-Rétro ;
- Automobiles Classiques ;
- Échappement ;
- Gazoline ;
- Option Auto ;
- Pole-Position Magazine (Québec) ;
- Rallye magazine ;
- Rétroviseur ;
- Sport Auto.

Parmi les principaux sites internet, on trouve :
- Caradisiac ;
- La Revue Automobile (France) ;
- Turbo.

## Automobile dans la culture populaire

### Littérature, cinéma et télévision
Hors des circuits publicitaires traditionnels (campagnes promotionnelles, salons de l'automobile, etc.), indépendamment de leurs qualités techniques intrinsèques, de l'intérêt ou de la popularité suscités auprès des utilisateurs, de nombreux modèles d'automobiles connaissent une célébrité grâce à leurs apparitions sur les écrans de cinéma ou de télévision, d'aucunes par association avec des personnages ou héros de films ou de séries télévisées  ; d'autres en devenant un des « personnages » emblématiques de ces fictions telle la Cadillac DeVille modèle 1964 du film Le Corniaud, mettant en scène deux vedettes du cinéma populaire français, Louis de Funès et Bourvil.
Le même phénomène s'observe dans la bande dessinée : ainsi la Fiat 509 est-elle devenue indissociable du personnage de Gaston Lagaffe, devenant d'autre part un acteur de la série Marc Lebut et son voisin  et faisant la couverture de l'album Tintin au Congo .
L'automobile a eu une place centrale dans de nombreux romans ou nouvelles et de nombreux films (notamment américains).

## Environnement
(février 2023).

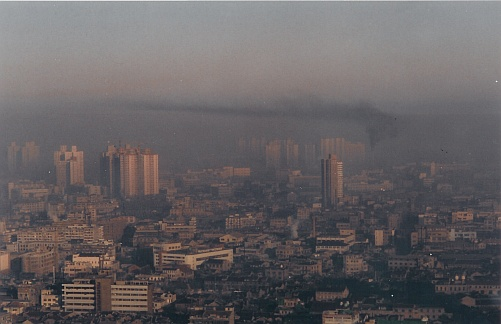
À Shanghai, le smog est presque quotidien, la voiture en est une des causes.

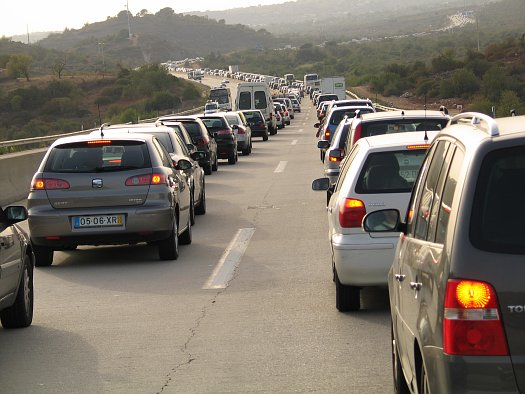
Embouteillage automobile, source de pollution et de gaz à effet de serre.

La généralisation de l'automobile à l'échelle planétaire depuis la fin du siècle dernier pose des problèmes quant au réchauffement climatique, à la pollution, à la sécurité et à la santé des personnes, en particulier des plus faibles (piétons, cyclistes, enfants, personnes âgées, etc.), et à l'utilisation des ressources naturelles, en particulier à l'épuisement des réserves de pétrole.
L'impact sur l'environnement s'accroît avec l'augmentation de la masse de l'automobile. En effet, un véhicule plus lourd a un besoin en énergie plus important. L'aérodynamisme du véhicule devient prépondérant lorsque la vitesse augmente, les véhicules à surface frontale élevée sont alors défavorisés.
La recherche d'améliorations sur les moteurs est guidée par deux objectifs contradictoires : les pouvoirs publics imposent des normes environnementales de plus en plus sévères, qui vont à l'encontre de la diminution de la consommation. Par exemple, les obstacles à l'échappement (pot catalytique, filtre à particules) entraînent une augmentation de la consommation.

### Émission de gaz à effet de serre
Depuis la prise de conscience publique de l'impact environnemental des automobiles (ainsi, en France « les véhicules des particuliers représentent à eux seuls 15 % des émissions de gaz à effet de serre »), le niveau de compromis est passé progressivement d'une forte volonté de réduire les polluants locaux, sources directes de maladies et de décès, durant les années 1970 à 1990, à une réglementation axée aujourd'hui vers une diminution des émissions de CO2. L'aspect des polluants locaux est traité à l'échelle européenne par les normes successives d'émissions (normes dites « Euro » 1 à 6) ; en complément l'aspect des émissions de CO2 est, de plus, traité par l'intermédiaire d’objectifs globaux des constructeurs, ou via des législations fiscales nationales, favorisant les automobiles produisant peu de CO2 par km parcouru comme les véhicules électriques,.

### Pollution de l'air
L'impact environnemental le plus connu est la pollution atmosphérique due aux gaz d'échappements, qui peut aggraver les maladies respiratoires. Selon l'Agence française de sécurité sanitaire de l'environnement et du travail (AFSSET), la pollution atmosphérique aux particules fines, liée pour près d'un tiers aux rejets polluants des voitures, serait responsable en 2002 du décès prématuré de 6 500 à 9 500 personnes en France ; afin de réduire ces émissions et se conformer à la législation européenne, la France impose un filtre à particules pour tous les nouveaux véhicules diesel depuis 2011.
Par ailleurs, une étude européenne de 2005, basée sur des statistiques de 2000, estime que les particules fines, émises pour au moins 50 % par les véhicules diesel ont causé 42 090 décès prématurés par an en France, 348 000 en Europe. Si, en France, les émissions de particules fines ont baissé de 350 à 250 kt entre 2000 et 2010, les concentrations mesurées en région parisienne, sont elles restées constantes, du fait notamment d’une modification du mode de calcul en 2007 « qui a entraîné une hausse des valeurs moyennes annuelles de l'ordre de 30 %. Il faudra encore attendre quelques années de mesures avant de pouvoir tirer de véritables conclusions sur l'évolution des concentrations en particules ». En France, « les émissions de particules fines proviennent à 21 % de l'agriculture, derrière le chauffage domestique (34 %), l'industrie (31 %) mais devant les transports (14 %). Une partie des particules est aussi importée de l'étranger »,[réf. incomplète].
Les rejets des pots d'échappement des automobiles à moteur thermique sont soumis à réglementations dans différents pays, par exemple les normes européennes d'émissions pour l'Union européenne. Ces normes sont attachées à des cycles de conduite normalisés, comme le WLTP ou ses homologues américains censés représenter un comportement routier typique[réf. souhaitée].
Pour un modèle donné, une voiture à essence consomme un plus grand volume de carburant qu'une autre fonctionnant au Diesel car l'essence a une énergie volumique plus faible que le gazole et, de plus, le rendement thermodynamique d'un moteur essence est légèrement inférieur[réf. à confirmer]. Selon Protégez-Vous, la quasi-totalité des conducteurs observent des consommations supérieures à celles mesurées selon les normes dans des cycles de conduite fixés, qui sont pourtant celles utilisées réglementairement et commercialement[réf. à confirmer].

### Abandon de véhicules

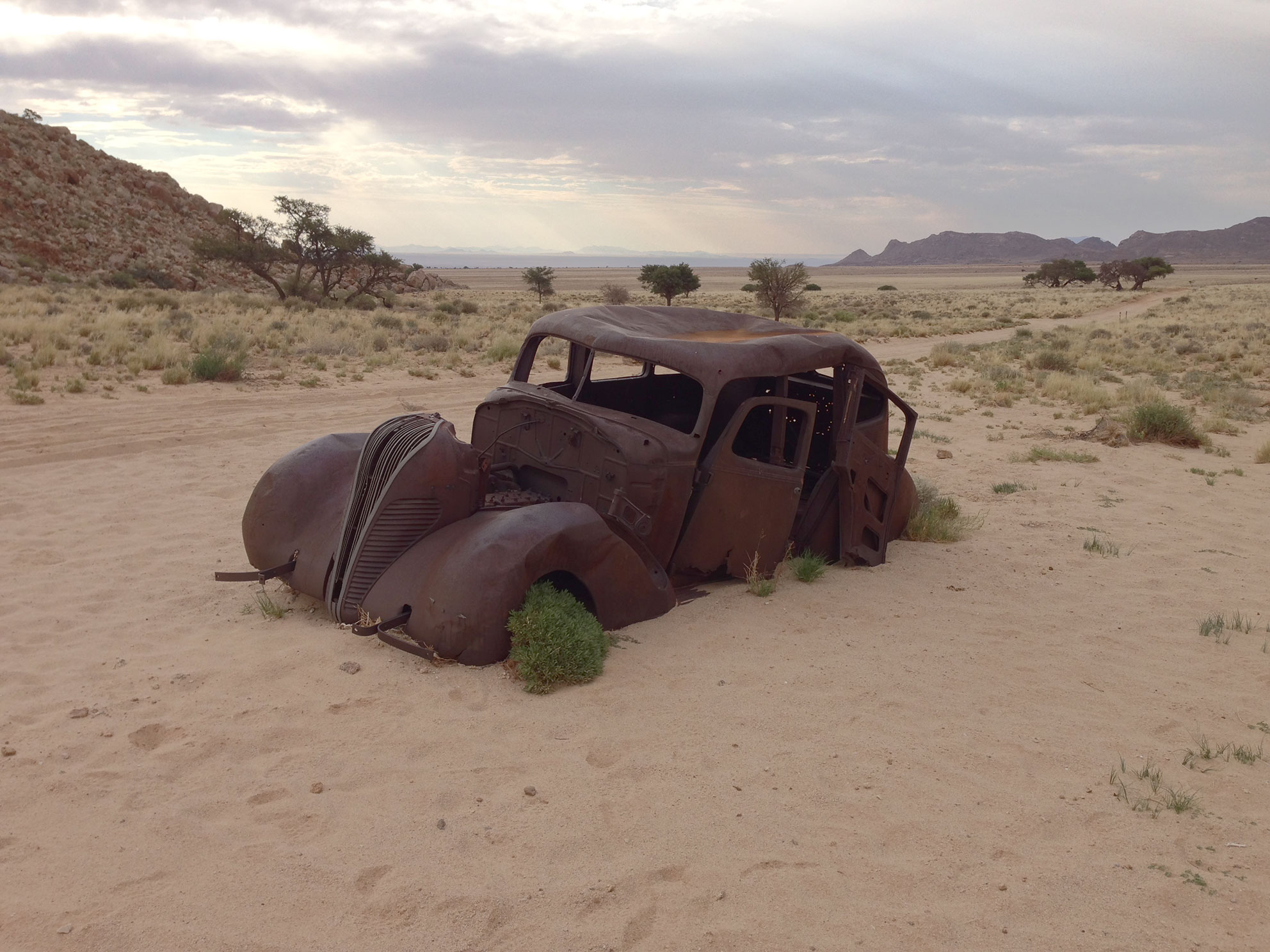
Une Terraplane 1937 abandonnée dans le désert du Namib.

Les abandons d’épaves ou « VHU » (véhicules hors d’usage, au sens de la directive 2000/53/CE) par leur propriétaire atteignent 60 000 unités en Outre-mer en 2018[source secondaire nécessaire].

## Controverses

### Critiques

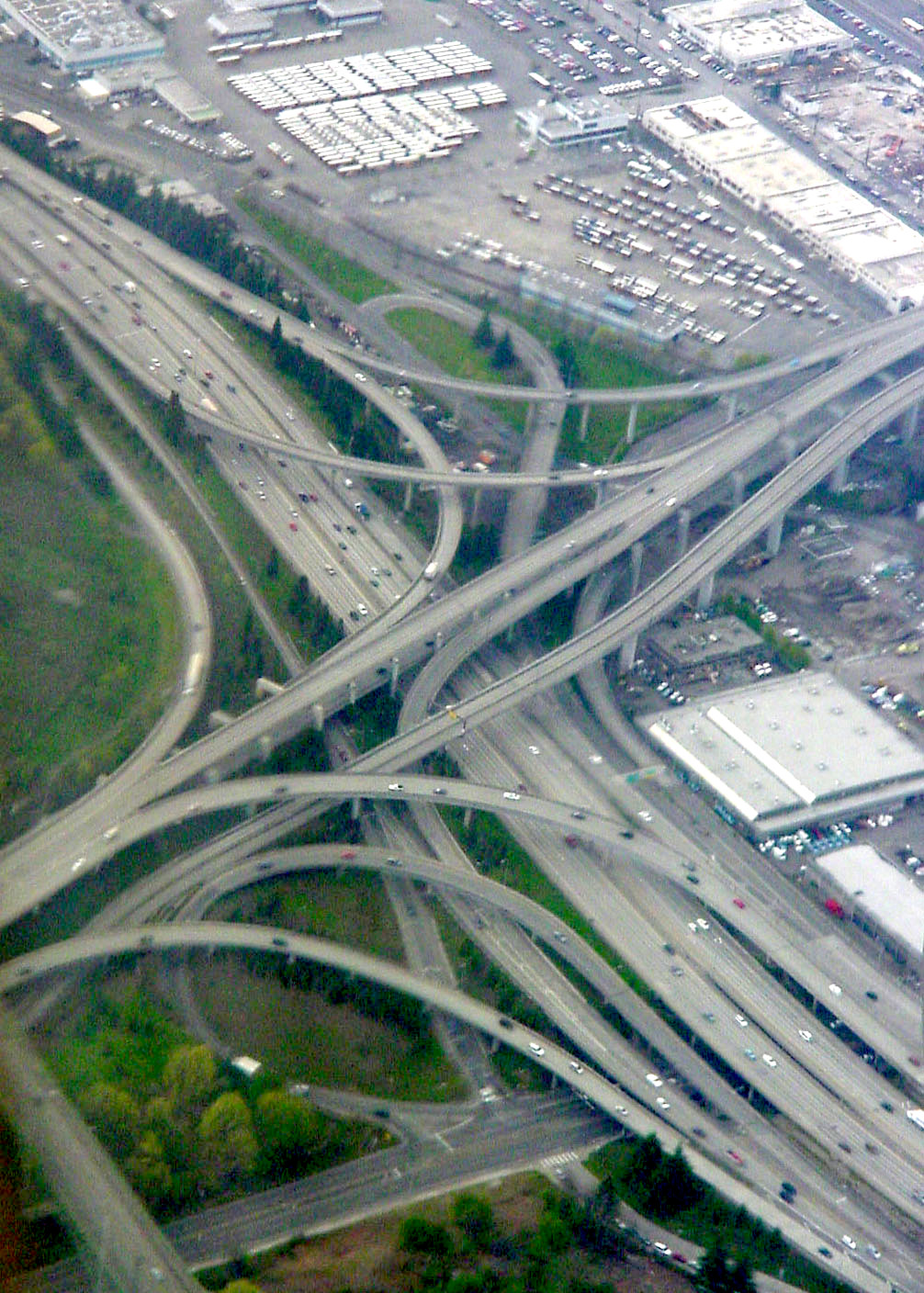
Exemple de fragmentation paysagère par un nœud autoroutier aux États-Unis.

Les transports routiers requièrent d'importants investissements d'infrastructures routières, et de fonctionnement. Elles fragmentent les paysages et les forêts, dénaturent le territoire et endommagent les écosystèmes et la santé.
L'automobile génère ainsi en amont et en aval de son usage des coûts cachés (externalités, environnementales notamment) estimés par la chaire pour l’écologie du transport de l'université technique de Dresde en 2012 à 373 milliards d'euros par an pour l'Europe des Vingt-Sept, pour les coûts évaluables. Chaque voiture immatriculée génère ainsi en moyenne 1 600 € de coûts sociaux et environnementaux impayés, soit au total environ 3 % du PIB européen. La plupart des scénarios de prospective envisagent une augmentation des transports à horizon 2050, éventuellement au profit d'alternatives (dont « décarbonées ») à la voiture dans les zones urbaines et périurbaines, selon les choix individuels et collectifs qui seront faits.
Une dominance de l'automobile dans les moyens de mobilité renforce certaines inégalités sociales : les personnes pauvres, vulnérables, handicapées (handicap physique, sensoriel ou cognitif), ostracisées, etc. y ont moins accès (ou doivent l'utiliser moins et sur de plus courtes distances) et peuvent donc moins bénéficier de certains services,,,, ou sont contraintes de trouver des moyens alternatifs d'y accéder. Par exemple, en Chine, notamment en zone rurale éloignée, ou aux États-Unis, avoir une voiture est très lié au revenu : 27 % des ménages urbains pauvres n'y ont pas de voiture, contre seulement 2 % des ménages riches (il s'agit alors généralement d'un choix de type carfree), inégalités qui concernent aussi le modèle et l'âge de la voiture, ou encore l'entretien et les réparations.
En Suisse, la circulation automobile fut interdite dans le canton des Grisons de 1900 à 1925. Dix votations ont été organisées pour obtenir son autorisation, mais l'automobile s'est heurtée à chaque fois, sauf la dernière, au refus de la population. Au début des années 1920, elle était interdite le dimanche après-midi dans de nombreux cantons suisses.

### Défense
Depuis 1990, un certain nombre d'émissions provenant du transport routier ont considérablement diminué et continuent à décroître au sein des 33 pays couverts par l'Agence européenne pour l'environnement (Union européenne, Islande, Liechtenstein, Norvège, Royaume-Uni, Suisse et Turquie). Leurs réductions représentent la majorité des réductions globales du secteur des transports. Les émissions de monoxyde de carbone (CO) provenant du transport routier ont ainsi baissé de 88 %, les émissions de composés organiques volatils non-méthane (COVNM) de 89 %, les émissions d'oxydes d'azote (NOx) de 60 % et les émissions d'oxydes de soufre (SOx) de 99 %.
En Europe, l'automobile répond à des normes d'émission de plus en plus strictes. Selon l'Association des constructeurs européens d'automobiles (ACEA), les polluants à l'échappement provenant du transport routier ne représentent plus qu'une fraction de ce qu'ils étaient il y a vingt ans grâce aux améliorations de l'efficacité des moteurs et des systèmes de post-traitement des gaz d'échappement. Par exemple, selon l'ACEA, les émissions de particules en suspension (PM) des camions les plus performants en 2020 sont 95 % inférieures à celles des camions du début des années 1990, tandis que les rejets d'oxydes d'azote (NOx) sont 86 % inférieurs.
En réponse aux effets environnementaux de l'automobile, des solutions de covoiturage et d'autopartage se sont développées.
Face à ces critiques et à l'hostilité d'une partie de la population, des associations de défense de l'automobile et des automobilistes sont nées, qu'elles soient historiques ou récentes. Les plus importantes historiquement sont les Automobile Club, nés dès avant 1900, dont l'Automobile Club de l'Ouest, l'Automobile Club Association, ou l'ADAC allemand, qui, avec 20 millions de membres, est sans doute le plus important à l'échelle mondiale. Leur action porte sur la défense politique, la promotion de compétitions automobiles et l'assistance routière, tout particulièrement pour l'ADAC ou le Touring Club Suisse. Plus récemment, en France, des associations plus revendicatives sont apparues, comme 40 millions d'automobilistes (créée en 2005) et la Ligue de défense des conducteurs (2006).